# Portrait de la famille Vendramin
Le Portrait de la famille Vendramin ou La famille Vendramin vénérant une relique de la vraie croix est un grand tableau du maître vénitien Titien et de son atelier, réalisé au début des années 1540, et conservé à la National Gallery de Londres.

## Histoire et description
La toile a été commandée par la famille patricienne Vendramin et ne représente, comme c'était la coutume vénitienne typique, que des membres masculins de la dynastie. Il comprend les frères Andrea et Gabriele Vendramin, et les sept fils d'Andrea. Cependant, Andrea n'avait apparemment que trois ans de plus que Gabriele, ce qui ne semble pas évident d'après les deux personnages ici. Les trois jeunes garçons agenouillés à gauche ont été ajoutés plus tard par un autre artiste et sont de qualité nettement inférieure.
Les personnages côtoient un autel contenant un reliquaire de la Vraie Croix, qui existe toujours. Cela était lié à un miracle en 1370-1382 représenté par Vittorio Carpaccio, Gentile Bellini et d'autres artistes - lorsque la Croix est tombée accidentellement dans un canal lors d'une procession encombrée, elle n'a pas coulé, mais a flotté au-dessus de l'eau. Andrea Vendramin a plongé et l'a récupérée. Cet Andrea avait reçu la relique en 1369, en sa qualité de chef de la confrérie ou Scuola Grande di San Giovanni Evangelista ; ils détiennent encore la relique et son reliquaire. Le grand tableau de Bellini, Le Miracle de la Vraie Croix près du pont San Lorenzo, de 1496-1500, , et celui de Carpaccio de 1494, sont conservés aux Galeries de l'Académie de Venise.
La peinture de Titien a été décrite comme « l'un des plus grands portraits de groupe de l'histoire ». Il équilibre jeunesse et sagesse tout en démontrant le pouvoir de cette famille et ses engagements publics envers la République. La relique est une partie centrale du portrait et était considérée à la fois comme un symbole de la République Sérénissime et un symbole personnel de la famille Vendramin.
Le tableau a clairement été conçu pour un emplacement spécifique, vraisemblablement dans l'un des différents palais Vendramin de Venise, peut-être dans un escalier. L'éclairage et le point de fuite très bas suggèrent que le point de vue principal devait être à gauche de la toile, avec le bord inférieur à peu près à la hauteur de la tête.

## Provenance
Ce tableau est resté à Venise jusqu'en 1636 au moins, date à laquelle il a été acheté par Anthony van Dyck qui était peintre à la cour de Charles Ier d'Angleterre. Après sa mort, il a été revendiqué comme la propriété de Lady Anne Middleton par son fils, Sir John Wittewronge. Après avoir revendiqué la possession, Sir John a vendu le tableau à Algernon Percy, 10e comte de Northumberland, l'un des principaux mécènes de Van Dyck, et est passé par descendance par les comtes et ducs de Northumberland et Somerset jusqu'en 1929, date à laquelle il a été acheté par la National Gallery. À une époque ignorée, il a été coupé des deux côtés et en bas.